# Второй Стариковский
Второй Стариковский — опустевшая деревня в Павинском районе Костромской области. Входит в состав Павинского сельского поселения

## География
Находится в северо-восточной части Костромской области на расстоянии приблизительно 12 км на юг-юго-восток по прямой от села Павино, административного центра района.

## Население
Численность постоянного населения не была учтена как в 2002 году, так и в 2022.